# Tenuipalpus pieteri
Tenuipalpus pieteri är en spindeldjursart som beskrevs av Meyer 1979. Tenuipalpus pieteri ingår i släktet Tenuipalpus och familjen Tenuipalpidae. Inga underarter finns listade i Catalogue of Life.